# Čuk
Navadni čuk (znanstveno ime Athene noctua) je dnevno-nočna ptica iz družine sov.

## Opis
Ta majhna sova z majhno glavo in velikimi, rumeno obrobljenimi očmi, kratkim repom je dokaj pogosta ptica tudi na Slovenskem. Pogosto jo opazimo na gozdnih obronkih ali na travnikih, kjer preži na svoj plen, ki ga lovi v mraku ali ponoči, pogosto pa tudi podnevi, zlasti v zgodnjih jutrih. Latinsko ime je čuk dobil po grški boginji Ateni, katere simbol je bil.
Telesna dolžina čuka je med 20 in 30 cm, po zgornji strani telesa pa prevladuje rjava barva s svetlimi pikami. Trebuh je običajno svetlejši in rjavo-belo lisast.
Oglaša se s prodornim »kuiit«, razburjen pa s kratkimi »kif kif kif«. Med parjenjem se samci oglašajo mehkeje z rastočim »uuuh«.

## Razširjenost
Čuk živi v redkih gozdovih, sadovnjakih s starim drevjem, pogosto pa tudi v bližini ljudi. Razširjen je od zahodne Evrope do porečja Amurja ter v severni in severovzhodni Afriki.
Hrani se z velikimi žuželkami, majhnimi glodavci, majhnimi plazilci (tudi kačami) in redkeje z manjšimi pticami.
Gnezdi od aprila do julija v drevesnih duplih, kamor samica odloži od 3 do 6 jajc.